# Hyacintovité
Hyacintovité (Hyacinthaceae Batsch) je bývalá čeleď jednoděložných rostlin z řádu chřestotvaré (Asparagales). Některé starší taxonomické systémy ji řadily do řádu liliotvaré (Liliales), popř. její zástupce do čeledi liliovité v širším pojetí (Liliaceae s.l.). Podle systému APG III už není čeleď uznávána a zástupci jsou řazeni v rámci podčeledi Scilloideae do čeledi chřestovité v širším pojetí (Asparagaceae s.l.).

## Popis
Jedná se zpravidla o vytrvalé pozemní byliny, převážně s cibulemi, jen vzácně s oddenky. Jsou to rostliny jednodomé s oboupohlavními, vzácně i s jednopohlavními květy. Listy jsou zpravidla nahloučeny na bázi, jsou jednoduché, přisedlé, střídavé, uspořádané nejčastěji spirálně, s listovými pochvami. Čepele listů jsou celokrajné, čárkovité až kopinaté, vzácněji až vejčité, žilnatina je souběžná. Květy jsou oboupohlavné, vzácně jednopohlavné, jsou v květenstvích, zpravidla v hroznech, klasech nebo hlávkách. Listen ve tvaru toulce pod květenstvím chybí, na bázi stopky květů jsou většinou listeny, alespoň u dolních květů v květenství. Květy jsou většinou pravidelné. Okvětí je vyvinuto, zpravidla 6 okvětních lístků ve 2 přeslenech (3+3), okvětní lístky jsou zpravidla srostlé a vytvářejí okvětní trubku, vzácněji jsou volné, jsou různých barev. Tyčinek je zpravidla 6, ve 2 přeslenech, zpravidla 3+3, vzácně jsou jen 3 (vnější 3 tyčinky jsou pak přeměněny na staminodia), volné navzájem, ale někdy mohou být srostlé s okvětní trubkou. Gyneceum je složeno ze 3 plodolistů, je synkarpní, blizna je 1 nebo 3, semeník je svrchní. Plod je suchý, pukavý, převážně tobolka.

## Rozšíření ve světě
Je známo asi 41-70 rodů a asi 770-1000 druhů, které jsou rozšířeny v Evropě, Asii, Africe a málo i v Jižní Americe.

## Seznam rodů
Albuca, Alrawia, Amphisiphon, Androsiphon, Barnardia, Battandiera, Bellevalia, Brimeura, Bowiea, Camassia, Chionodoxa, Chlorogalum, Daubenya, Dipcadi, Drimia, Drimiopsis, Eucomis, Fortunatia, Galtonia, Hyacynthella, Hyacynthoides (= Endymion), Hyacinthus, Lachenalia, Ledebouria, Leopoldia, Litanthus, Massonia, Muscari, Muscarimia, Neobakeria, Neopatersonia, Ornithogalum, Periboea, Polyxena, Pseudogaltonia, Puschkinia, Resnova, Rhadamanthus, Rhodocodon, Schizobasis, Schizocarphus, Schoenolirion, Scilla, Tenicroa, Thuranthos, Urginea, Veltheimia, Whiteheadia.

## Rozšíření v Česku
V ČR rostou a jsou původní zástupci 3 rodů (v případě vymezení dalších užších rodů to však může být až 7 rodů), zástupci 2 dalších rodů jsou pěstované jako okrasné rostliny. Z rodu ladoňka (Scilla) to je komplex ladoňky dvoulisté (Scilla bifolia agg.), v ČR rozlišovány 3 drobné druhy. Další druhy, např. ladoňka sibiřská (Scilla siberica) je hojně pěstovaná a zplaňující okrasná rostlina. Ladoňka zářící neboli ladonička bělomodrá (Scilla lucilliae, syn. Chionodoxa lucilliae) je pěstovaná okrasná rostlina, někdy řazená do samostatného rodu ladonička (Chionodoxa Boiss.). Z rodu snědek (Ornithogalum) roste v ČR 6 druhů, + 1 jen zplanělý. Někdy jsou vymezovány samostatné rody snědovka (Loncomelos Rafin.) a snědovec (Honorius S. F. Grey). Z rodu modřenec (Muscari) v ČR rostou 4 druhy + 1 další jen pěstovaný a zplaňující, někdy je vyčleňován samostatný rod modravec (Leopoldia Parl.), v ČR do něj patří 2 druhy. Puškinie ladoňkovitá (Puschkinia scilloides) a hyacint východní (Hyacinthus orientalis) jsou často pěstované okrasné rostliny.